# Charles Palliser
Charles Palliser (* 11. Dezember 1947 in Boston) ist ein in den USA geborener und heute im Vereinigten Königreich ansässiger Romanautor. Er ist der ältere Bruder des Autors und freien Journalisten Marcus Palliser.

## Leben
Palliser ist ein in Neuengland geborener amerikanischer Staatsbürger, lebt aber seit dem Alter von 3 Jahren im Vereinigten Königreich. 1967 ging er nach Oxford, um an der University of Oxford Anglistik zu studieren. 1975 erhielt er den Bachelor of Letters (B.Litt.), welcher heute nicht mehr verliehen wird, für eine Dissertation über „Modernistische Fiktion“ („modernist fiction“).
Von 1974 bis 1990 war Palliser Dozent des Fachbereiches Englisch an der University of Strathclyde in Glasgow. Er war der erste Redakteur der Publikation The Literary Review, als diese im Jahre 1979 gegründet wurde. Während des Frühjahrssemesters (Januar bis Ostern) 1986 lehrte er Kreatives Schreiben an der Rutgers University in New Jersey. 1990 gab er seinen Posten an der Universität auf, um hauptberuflich Schriftsteller zu werden, gerade als sein erster Roman The Quincunx zum internationalen Bestseller avancierte.
Er veröffentlichte vier Romane, welche in ein Dutzend Sprachen übersetzt wurden; darunter Französisch, Deutsch, Niederländisch, Finnisch, Spanisch, Griechisch, Japanisch, Litauisch, Polnisch und Russisch.
Palliser hat außerdem für das Theater, das Radio und das Fernsehen geschrieben. Sein Bühnenstück Week Nothing ging 1980 in Schottland auf Tour. Sein 90-minütiges Radiohörspiel The Journal of Simon Owen wurde von der BBC in Auftrag gegeben und von BBC Radio 4 im Juni 1982 zweimal gesendet. Sein Kurzfilm Obsessions: Writing wurde vom BBC ausgestrahlt und erschien 1991 bei BBC Publications. Zuletzt ging am 21. Februar 2004 sein Kurzhörspiel Artist with Designs auf BBC Radio 3 auf Sendung.
Palliser lehrte mitunter für die Arvon Foundation, das Skyros Institute, die London University, die London Metropolitan University sowie die Middlesex University. Im Jahre 1997 war er Writer in Residence an der Universität Poitiers.
1991 wurde The Quincunx mit dem Sue Kaufman Prize for First Fiction der American Academy of Arts and Letters ausgezeichnet, welcher den besten Romanerstveröffentlichungen Nordamerikas verliehen wird. The Unburied wurde 2001 für den International IMPAC Dublin Literary Award nominiert.
Seit 1990 schrieb er Vorworte für eine Penguin Classics Edition von Sherlock-Holmes-Geschichten, das Vorwort für eine neue französische Übersetzung von Wilkie Collins’ The Moonstone, welche von Editions Phebus herausgegeben wurde, sowie andere Aufsätze über das 19. Jahrhundert und zeitgenössische Fiktion. Er ist ein früheres Mitglied des North London Writers Circle.

## Romane
- Quincunx (The Quincunx: Canongate 1989, and Ballantine 1990, ISBN 0-345-37113-5)
  - deutsch von Bernhard Robben: Quincunx. Das Geheimnis der fünf Rosen. Droemer/Knaur, München, als Taschenbuch 1993, ISBN 3-426-63007-9.
- The Sensationist: Cape and Ballantine, 1991, ISBN 0-345-37935-7.
- Betrayals: Cape and Ballantine, 1993
- Die schwarze Kathedrale (The Unburied: Phoenix House and Farrar, Straus and Giroux, 1999, ISBN 0-7434-1051-3)